# Soledad Barrett Viedma
Soledad Barrett Viedma (née le 6 janvier 1945 et morte le 8 janvier 1973) est une militante paraguayenne impliquée dans la résistance au gouvernement militaire brésilien. Petite-fille de Rafael Barrett, elle passe son enfance en Uruguay où elle est kidnappée par un groupe de néo-nazis. Après avoir suivi une formation à la guérilla à Cuba, elle intègre le groupe militant antifasciste Vanguarda Popular Revolucionária (VPR) au Brésil. En 1973, elle est une des victimes du massacre de Chácara São Bento commis par les forces de la police militaire brésilienne.

## Biographie

### Enfance et éducation
Soledad Barrett Viedma naît le 6 janvier 1945 à Laureles, au Paraguay. Son père est Alejandro Barrett, le fils unique de l'écrivain espagnol Rafael Barrett qui s'installe au Paraguay au début des années 1910. Elle passe la majeure partie de son enfance à Montevideo où sa famille, militante de gauche, vit en exil.  À 17 ans, elle est kidnappée par un groupe de néo-nazis uruguayens.  Les kidnappers lui entaillent deux croix gammées sur les cuisses parce qu'elle refuse de répéter des slogans faisant l'éloge d'Adolf Hitler. 

### Militantisme
En 1967, après avoir découvert le milieu militant, Barrett Viedma se rend à Cuba afin de suivre une formation à la guérilla. C'est là qu'elle rencontre José Maria Ferreira de Araújo, membre de la Vanguardia Popular Revolucionaria (VPR), un groupe militant antifasciste du Brésil. Le couple se marie et a une fille. 
Après la disparition de son mari, elle déménage au Brésil, où il est né, et rejoint la résistance contre le gouvernement militaire.  Elle est en poste à Recife et se met en couple avec José Anselmo dos Santos, également connu sous le nom de Cabo Anselmo (en), un des chefs du coup d'État brésilien de 1964. 

### Mort
Le 8 janvier 1973, Barrett Viedma et cinq autres résistants sont retrouvés morts dans une grange du village de São Bento, dans la commune d'Abreu e Lima. Selon la version officielle des événements, ils sont morts lors d'un affrontement armé avec la police dont seul Cabo Anselmo avait réussi à s'échapper.
Le journaliste Elio Gaspari (en) découvre plus tard que les militants ont été enlevés à différents endroits, torturés et tués. L'événement est connu sous le nom de massacre de Chácara São Bento.